# (500002) 2011 PQ14
(500002) 2011 PQ14 es un asteroide perteneciente al cinturón de asteroides, descubierto el 6 de agosto de 2011 por el equipo del Pan-STARRS desde el Observatorio de Haleakala, Hawái, Estados Unidos.

## Designación y nombre
Designado provisionalmente como 2011 PQ14.

## Características orbitales
2011 PQ14 está situado a una distancia media del Sol de 3,123 ua, pudiendo alejarse hasta 3,509 ua y acercarse hasta 2,738 ua. Su excentricidad es 0,123 y la inclinación orbital 12,95 grados. Emplea 2016,51 días en completar una órbita alrededor del Sol.
El próximo acercamiento a la órbita terrestre se producirá el 30 de abril de 2199.

## Características físicas
La magnitud absoluta de 2011 PQ14 es 16,7.